# Dmitri von Fölkersahm
Dmitri Gustavovitch von Fölkersahm (en russe : Дмитрий Густавович фон Фелькерзам, Dmitri Gustavovitch fon Felkerzam) était un amiral de la marine impériale de Russie né le 29 avril 1846 et mort le 11 mai 1905 sur le cuirassé Osliabia.

## Biographie
Il nait dans une famille aristocratique germano-balte ayant une longue histoire au service de la Russie impériale. Son père Gustave était général, son grand-père servait à l'arsenal de Tulsa et son petit-fils fut aussi amiral.

### Carrière militaire
Il entra à l'école des cadets de la marine en 1860 et eut sa première affectation à bord du Pervenets (en) en 1871 comme officier d'artillerie. En 1883, Felkersam  fut nommé à bord du croiseur Vladimir Monomakh avant d'obtenir le commandement du croiseur Empereur Nicolas Ier en 1895. Il fut promu contre-amiral et nommé au poste de commandement de l'école de l’artillerie de la Flotte russe de la mer Baltique.

### Guerre russo-japonaise
Il partit avec la  2e escadre de la Flotte russe du Pacifique pour le soutien à la Flotte du Pacifique en Extrême-Orient. Il était à la tête du deuxième escadron sur l'Osliabia et , malade d'un cancer, mourut sur son navire le 11 mai 1905, la veille de la bataille de Tsoushima. Son corps reposait sur le navire et son étendard flottait toujours au mat pour la bataille.

## Distinctions
- Ordre de Saint-Vladimir de 3e classe
- Ordre de Sainte-Anne de 1re classe
- Ordre de Saint-Stanislas de 1re classe